# 普奇普年特
普奇普年特（西班牙語：Puigpuñent，加泰隆尼亞語發音：[ˌputʃpuˈɲen]）是西班牙巴利阿里群岛的一个市镇。总面积42平方公里，总人口1250人（2001年），人口密度30人/平方公里。